# Объединённое общество распространения Евангелия
USPG или  Объединённое общество распространения Евангелия это 300-летнее религиозное миссионерское общество англиканской церкви, изначально созданное как Общество распространения Евангелия за рубежом (SPG) в 1701 году. Оно стало Объединённым обществом распространения Евангелия в 1965 году, когда в состав SPG вошла Университетская миссия в Центральной Африке. 
Работая в пределах Объединения англиканских церквей всего мира, деятельность Объединённого общества охватывает как миссионерскую заботу о нуждающихся, социальную помощь предоставление образовательных программ. Оно также побуждает приходы в Великобритании и Ирландии принимать участие в сборе средств и молитвах, тем самым нарабатывая связи через связанные с ними проекты по всему миру. Главным направлением его деятельности является запуск и поддержание проектов в диоцезах Объединения. Отчасти Объединённое общество распространения Евангелия предоставляет помощь больницам и приютам для страдающих ВИЧ/СПИДом.